# Come Away with Me
Come Away with Me ist das erste Studioalbum der US-amerikanischen Soul- und Jazz-Sängerin Norah Jones. Es wurde am 26. Februar 2002 über das Label Blue Note Records veröffentlicht.
Come Away with Me ist mit weltweit mehr als 27 Millionen Verkäufen eines der weltweit meistverkauften Musikalben und das meistverkaufte Musikalbum des Jazz-Genres. Der Erfolg des Albums rettete das Jazzlabel Blue Note Records vor der Abwicklung.

## Produktion und Gastbeiträge
An der Produktion von Come Away with Me waren vier Produzenten beteiligt, allen voran Arif Mardin mit zwölf Titeln. Jay Newland und Lee Alexander haben bei jeweils zwei Songs als Produzenten mitgewirkt, Norah Jones bei fünf.
Auf dem Album sind keinerlei Gastbeiträge anderer Künstler enthalten.

## Titelliste
| #  | Titel                     | Songwriter                       | Produzent                             | Länge |
| -- | ------------------------- | -------------------------------- | ------------------------------------- | ----- |
| 1  | Don’t Know Why            | Jesse Harris                     | Norah Jones, Arif Mardin, Jay Newland | 3:06  |
| 2  | Seven Years               | Lee Alexander                    | Arif Mardin                           | 2:25  |
| 3  | Cold Cold Heart           | Hank Williams                    | Arif Mardin                           | 3:38  |
| 4  | Feelin’ the Same Way      | Lee Alexander                    | Norah Jones, Arif Mardin, Jay Newland | 2:55  |
| 5  | Come Away with Me         | Norah Jones                      | Norah Jones                           | 3:18  |
| 6  | Shoot the Moon            | Jesse Harris                     | Arif Mardin                           | 3:57  |
| 7  | Turn Me On                | John D. Loudermilk               | Lee Alexander, Norah Jones            | 2:33  |
| 8  | Lonestar                  | Lee Alexander                    | Arif Mardin                           | 3:05  |
| 9  | I’ve Got to See You Again | Jesse Harris                     | Arif Mardin                           | 4:13  |
| 10 | Painter Song              | Lee Alexander, J.C. Hopkins      | Arif Mardin                           | 2:41  |
| 11 | One Flight Down           | Jesse Harris                     | Arif Mardin                           | 3:03  |
| 12 | Nightingale               | Norah Jones                      | Arif Mardin                           | 4:11  |
| 13 | The Long Day Is Over      | Norah Jones, Jesse Harris        | Arif Mardin                           | 2:44  |
| 14 | The Nearness of You       | Hoagy Carmichael, Ned Washington | Arif Mardin                           | 3:09  |
| 15 | What Am I to You?         | Norah Jones                      | Lee Alexander, Norah Jones            | 2:42  |

## Kommerzieller Erfolg
| Professionelle Bewertungen | Professionelle Bewertungen |
| -------------------------- | -------------------------- |
| Kritiken                   |                            |
| Quelle                     | Bewertung                  |
| allmusic                   | [ 3 ]                      |
| The Guardian               | [ 4 ]                      |
| The Philadelphia Inquirer  | [ 5 ]                      |
| Rolling Stone              | [ 6 ]                      |

### Chartplatzierungen und Singles
Come Away with Me debütierte in den Billboard 200 auf Platz sieben. Das Album verkaufte sich in der ersten Woche 309.000 Mal. In der Woche zum 25. Januar 2003 erreichte der Tonträger, nach 46 Wochen in den Charts, die Chartspitze der amerikanischen Albumcharts. In den deutschen Albumcharts stieg Come Away with Me am 13. Mai 2002 auf Platz 37 ein und erreichte seine Höchstposition von Platz 2 am 10. März 2003. In den deutschen Jazzcharts erreichte das Album im Monat Mai 2022 die Chartspitze. 2023 belegte es Rang zwei der Jazz-Jahrescharts. Des Weiteren erreichte der Tonträger die Spitze der Charts u. a. in Australien, Belgien, Dänemark, Frankreich, Neuseeland und den Niederlanden.

#### Album
| ChartsChartplatzierungen       | Höchstplatzierung | Wochen |
| ------------------------------ | ----------------- | ------ |
| Deutschland (GfK)              | 2 (142 Wo.)       | 142    |
| Österreich (Ö3)                | 2 (101 Wo.)       | 101    |
| Schweiz (IFPI)                 | 2 (135 Wo.)       | 135    |
| Vereinigte Staaten (Billboard) | 1 (164 Wo.)       | 164    |
| Vereinigtes Königreich (OCC)   | 1 (152 Wo.)       | 152    |

| ChartsJahrescharts (2002)      | Platzierung |
| ------------------------------ | ----------- |
| Deutschland (GfK)              | 83          |
| Vereinigte Staaten (Billboard) | 30          |
| Vereinigtes Königreich (OCC)   | 11          |

| ChartsJahrescharts (2003)      | Platzierung |
| ------------------------------ | ----------- |
| Deutschland (GfK)              | 6           |
| Österreich (Ö3)                | 9           |
| Schweiz (IFPI)                 | 4           |
| Vereinigte Staaten (Billboard) | 2           |
| Vereinigtes Königreich (OCC)   | 5           |

| ChartsJahrescharts (2004)      | Platzierung |
| ------------------------------ | ----------- |
| Deutschland (GfK)              | 16          |
| Österreich (Ö3)                | 10          |
| Schweiz (IFPI)                 | 18          |
| Vereinigte Staaten (Billboard) | 36          |
| Vereinigtes Königreich (OCC)   | 52          |

#### Singles
| Jahr | Titel                | Höchstplatzierung, Gesamtwochen, AuszeichnungChartplatzierungen (Jahr, Titel, , Platzierungen, Wochen, Auszeichnungen, Anmerkungen) | Höchstplatzierung, Gesamtwochen, AuszeichnungChartplatzierungen (Jahr, Titel, , Platzierungen, Wochen, Auszeichnungen, Anmerkungen) | Höchstplatzierung, Gesamtwochen, AuszeichnungChartplatzierungen (Jahr, Titel, , Platzierungen, Wochen, Auszeichnungen, Anmerkungen) | Höchstplatzierung, Gesamtwochen, AuszeichnungChartplatzierungen (Jahr, Titel, , Platzierungen, Wochen, Auszeichnungen, Anmerkungen) | Höchstplatzierung, Gesamtwochen, AuszeichnungChartplatzierungen (Jahr, Titel, , Platzierungen, Wochen, Auszeichnungen, Anmerkungen) | Anmerkungen                                               |
| Jahr | Titel                | DE | AT | CH | UK | US | Anmerkungen                                               |
| ---- | -------------------- | --- | --- | --- | --- | --- | --------------------------------------------------------- |
| 2002 | Don’t Know Why       | DE82 (9 Wo.)DE | AT56 (4 Wo.)AT | — | UK59 (4 Wo.)UK | US30 (31 Wo.)US | Erstveröffentlichung: Mai 2002 Verkäufe: 95.000           |
| 2002 | Feelin’ the Same Way | — | — | — | UK72 (2 Wo.)UK | — | Erstveröffentlichung: 2. August 2002                      |
| 2002 | Come Away with Me    | — | — | — | UK80 (1 Wo.)UK | — | Erstveröffentlichung: 30. Dezember 2002 Verkäufe: 200.000 |

### Auszeichnungen für Musikverkäufe
Come Away with Me wurde 2004 in Deutschland für mehr als 750.000 verkaufte Einheiten mit einer fünffachen Goldenen Schallplatte ausgezeichnet. Es handelte sich hierbei zwischenzeitlich um das meistverkaufte Jazzalbum in Deutschland. 2007 wurde es von Katie Meluas Piece by Piece (800.000 verkaufte Einheiten) abgelöst. In den Vereinigten Staaten wurde das Album 2005 für über zehn Millionen Verkäufe mit einer Diamantenen Schallplatte ausgezeichnet.
| Land/Region                  | Auszeichnungen für Musikverkäufe (Land/Region, Auszeichnung, Verkäufe) | Verkäufe    |
| ---------------------------- | ---------------------------------------------------------------------- | ----------- |
| Argentinien (CAPIF)          | 2× Platin                                                              | 80.000      |
| Australien (ARIA)            | 11× Platin                                                             | 800.000     |
| Belgien (BRMA)               | 2× Platin                                                              | (100.000)   |
| Brasilien (PMB)              | Platin                                                                 | 125.000     |
| Dänemark (IFPI)              | 11× Platin                                                             | (220.000)   |
| Deutschland (BVMI)           | 5× Gold                                                                | (750.000)   |
| Europa (IFPI)                | 7× Platin                                                              | 7.000.000   |
| Frankreich (SNEP)            | Diamant                                                                | (1.000.000) |
| Griechenland (IFPI)          | Gold                                                                   | (10.000)    |
| Italien (FIMI)               | Platin                                                                 | (50.000)    |
| Japan (RIAJ)                 | 2× Platin                                                              | 500.000     |
| Kanada (MC)                  | Diamant                                                                | 1.000.000   |
| Neuseeland (RMNZ)            | 12× Platin                                                             | 180.000     |
| Niederlande (NVPI)           | 2× Platin                                                              | (160.000)   |
| Österreich (IFPI)            | 2× Platin                                                              | (80.000)    |
| Polen (ZPAV)                 | 2× Platin                                                              | (80.000)    |
| Portugal (AFP)               | 2× Platin                                                              | (80.000)    |
| Russland (NFPF)              | Gold                                                                   | (10.000)    |
| Schweden (IFPI)              | Platin                                                                 | (60.000)    |
| Schweiz (IFPI)               | 3× Platin                                                              | (120.000)   |
| Spanien (Promusicae)         | Platin                                                                 | (100.000)   |
| Vereinigte Staaten (RIAA)    | 12× Platin                                                             | 12.000.000  |
| Vereinigtes Königreich (BPI) | 8× Platin                                                              | (2.600.000) |
| Insgesamt                    | 3× Gold · 74× Platin · 3× Diamant ·                                    | 21.675.000  |

Hauptartikel: Norah Jones/Auszeichnungen für Musikverkäufe

## Bedeutung
Im Rückblick ist es für den Kritiker Andrian Kreye viel nachvollziehbarer, warum Come Away With Me zur „Lieblingsplatte einer Generation“ wurde, wie es im Pressetext zur Jubiläumsausgabe (mit Demosongs) 2022 heißt: Norah Jones konnte mit dem Album musikalisch die Zielgruppe der damals über 40-Jährigen erreichen, für die es sonst „kaum aktuelle Popmusik gab“.